# Бурлюк Микола Давидович
Мико́ла Дави́дович Бурлю́к (*22 квітня (4 травня) 1890, слобода Котельва, Охтирський повіт, Харківська губернія, Російська імперія (нині Полтавська область, Україна) — † 27 грудня 1920, Херсон, УНР) — український російськомовний письменник, теоретик мистецтва.

## Біографія
Брат Давида Бурлюка, Володимира Бурлюка та Людмили Бурлюк-Кузнецової.
У 1909 році закінчив Херсонську гімназію.
У 1909—1914 роках навчався на історико-філологічному та фізико-математичному факультетах Петербурзького університету.
У 1915—1917 роках — на військовій службі.
Під час Української революції служив в арміях різних сторін, але з 1919 року переховувався від мобілізації як білих, так і червоних. Арештований червоними в Херсоні в грудні 1920 року, коли спробував стати на військовий облік — був розстріляний 27 грудня по постанові «трійки» 6-ї армії в превентивних цілях, «бажаючи скоріше очистити РРФСР від осіб підозрілих, які в будь-який момент свою зброю можуть підняти для придушення влади робітників і селян».

## Творчість
Перші поетичні спроби припадають на 1910 рік у колективних збірках «Студия импрессионистов» (книга 1) і «Садок судей» (випуск 1), що побачили світ у Санкт-Петербурзі.
Від 1912 року був учасником основних видань «Гілеї» та футуристичних виступів у Санкт-Петербурзі, Москві.

## Вшанування пам'яті
Сумський поет Олександр Вертіль першим в історії України здійснив переклад віршів Миколи Бурлюка рідною для нього українською мовою. 2014 року в київському видавництві «Ярославів Вал» вийшла друком збірка «Поети брати Бурлюки. Тонкофінгерпринт», у якій зібрані 140 віршів Давида та Миколи Бурлюків. Це видання-білінгва: вірші друкуються і в оригіналі, і в перекладі. Вступне слово до збірки «Давид і Микола Бурлюки. І довкола» написав відомий український культуролог і вчений Вадим Скуратівський, післямову «Чукурюк!» — знаний мистецтвознавець, професор Дмитро Горбачов.